# Chantraine
 Chantraine  es una población y comuna francesa, en la región de Lorena, departamento de Vosgos, en el distrito de Épinal y cantón de Épinal-Ouest.

## Demografía
| 2992 | 2998 | 3083 | 2972 | 2843 | 3052 |
| Para los censos de 1962 a 1999 la población legal corresponde a la población sin duplicidades (Fuente: INSEE [Consultar]) |      |      |      |      |      |